# 街の灯り
「街の灯り」（まちのあかり）は、1973年6月25日に発売された堺正章のシングル。

## 解説
TBS系テレビドラマ「時間ですよ」の挿入歌として使用された。
同年の第24回NHK紅白歌合戦では本楽曲が歌唱された。また、同年に行われた第15回日本レコード大賞では、作曲賞を受賞した。
編曲は森岡賢一郎によるが、1991年発売のアルバム「リアル・ベスト・コレクション 1966〜1991」には、矢野立美による編曲の新録バージョンが収録されている。

## 収録曲
- 両楽曲共に、作詞：阿久悠

1. 街の灯り（3分31秒）
作曲：浜圭介／編曲：森岡賢一郎
2. 地下鉄の駅で（3分11秒）
作曲：山下毅雄／編曲：竜崎孝路

## カバー
- 俳優・ラジオパーソナリティの日高晤郎がアルバム『泣きたい時に』でカバーしており、『ウイークエンドバラエティ 日高晤郎ショー』(STVラジオ)のエンディングで、毎週日高が歌っていた。
- SAKURAがカバーしている（関西電力のCMソング）。
- 1979年、研ナオコがアルバム『NAOKO VS AKU YU』でカバー。
- 1981年、岩崎宏美がアルバム『すみれ色の涙から…』でカバー。
- 1991年、チャカと昆虫採集がアルバムうたの引力実験室でカバー。
- 2008年、モーニング娘。がアルバム『COVER YOU』でカバー。
- 2008年、大友康平がアルバム『J-STANDARD 70's』でカバー。
- 2008年、藤田恵美がアルバム『ココロの食卓 〜おかえり愛しき詩たち〜』でカバー。
- 2008年、浜田真理子がオムニバスアルバム『続・人間万葉歌~阿久悠 作詞集』でカバー。
- 2012年、浜田真理子がアルバム『あなたの心に』でカバー。
- 2014年、岩崎宏美がアルバム『Dear Friends VII 阿久悠トリビュート』でカバー。
- 2021年、渡辺美里がアルバム『うたの木 彼のすきな歌』でカバー。